# Route nationale 15 (Inde)
Pour les articles homonymes, voir Route nationale 15.
La route nationale 15 (en anglais : National Highway 15, sigle NH 15), une route nationale  en Inde qui commence à Baihata et se termine à  Wakro.

## Tracé
La NH 15 part de Baihata dans l'Assam et se termine à  Wakro dans l'Arunachal Pradesh, en traversant Mangaldai, Dhekiajuli, Tezpur, Banderdeva, North Lakhimpur, Kulajan, Dibrugarh, Tinsukia, Rupai et Mahadevpur,.